# Strandbräsma
Strandbräsma (Cardamine parviflora) är en korsblommig växtart som beskrevs av Carl von Linné. Enligt Catalogue of Life ingår Strandbräsma i släktet bräsmor och familjen korsblommiga växter, men enligt Dyntaxa är tillhörigheten istället släktet bräsmor och familjen korsblommiga växter. Enligt den finländska rödlistan är arten starkt hotad i Finland. Enligt den svenska rödlistan är arten starkt hotad i Sverige. Arten förekommer i Götaland och Svealand samt tillfälligtvis även i Nedre Norrland. Artens livsmiljö är öppna översvämningsstränder med finsediment vid sötvatten. Inga underarter finns listade i Catalogue of Life.

## Bildgalleri

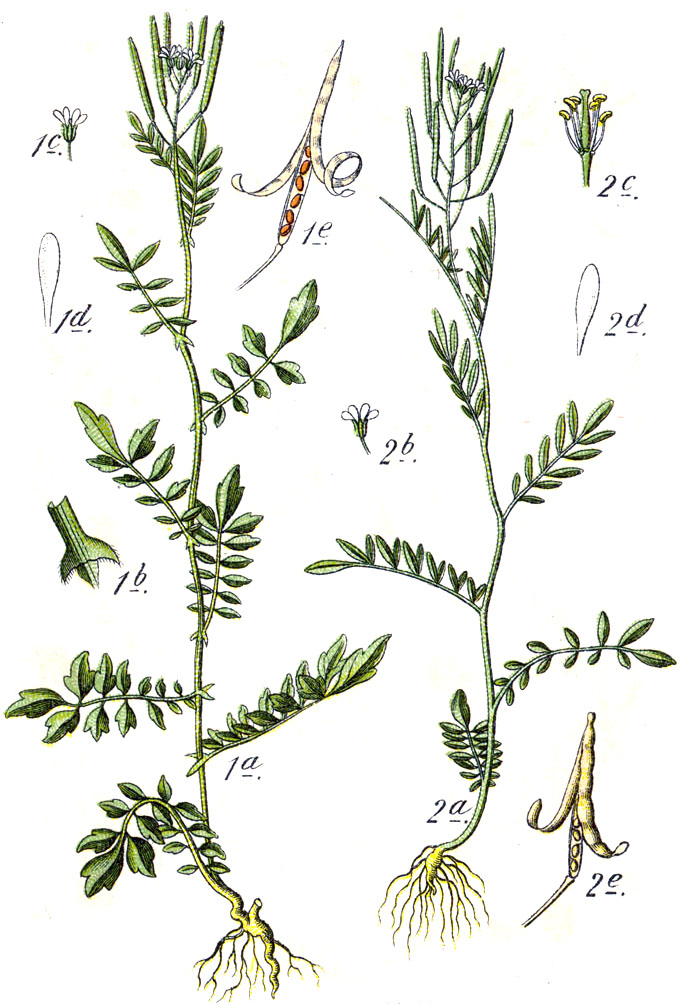
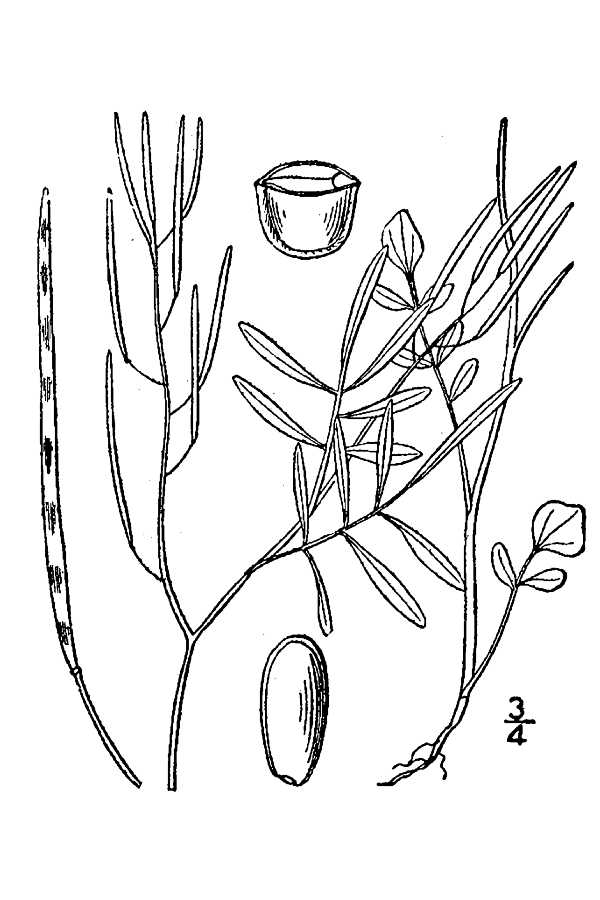